# Françoise Marie van Bourbon

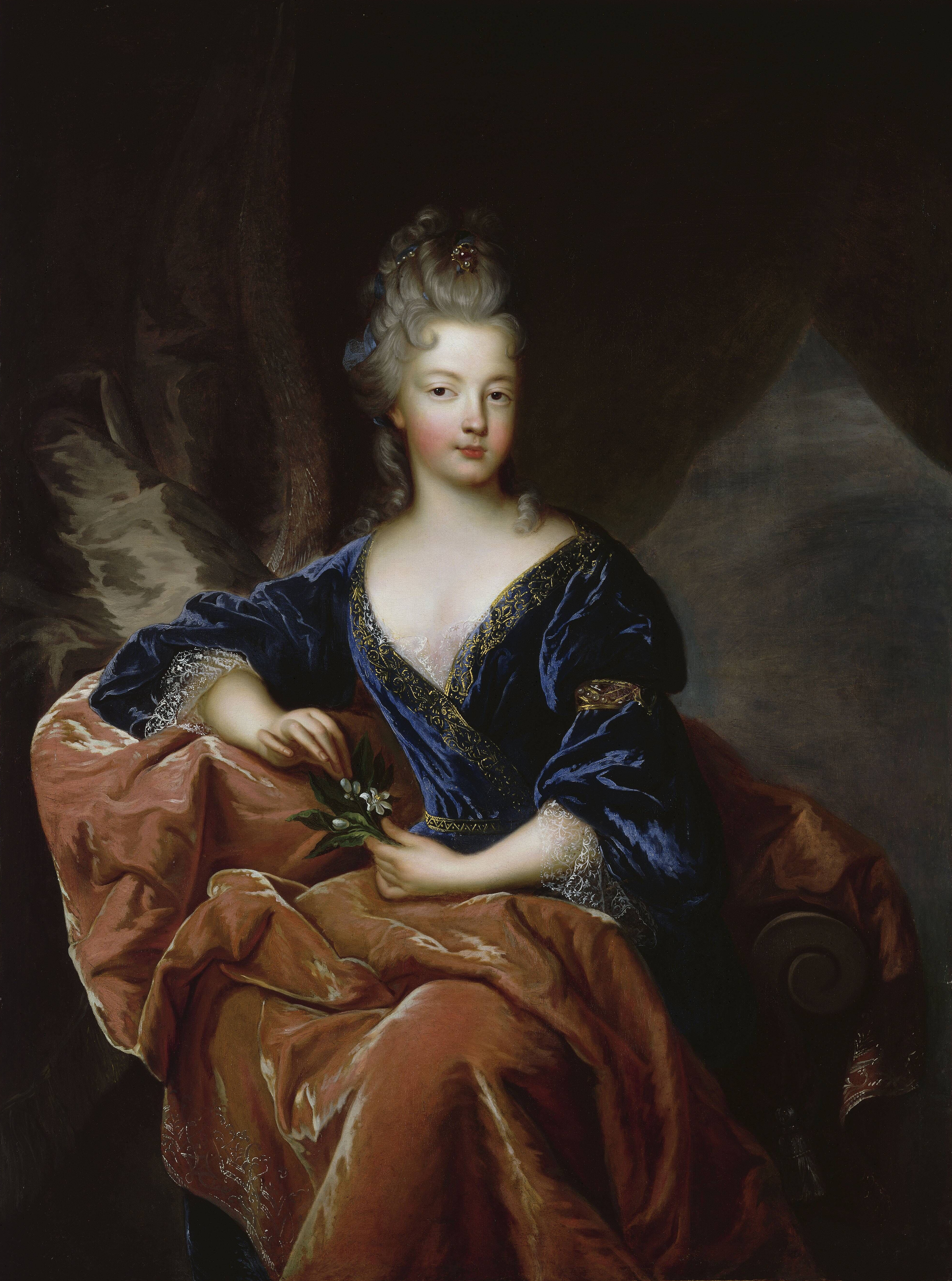
Françoise Marie de Bourbon

Françoise Marie de Bourbon, Légitimée de France (Kasteel van Maintenon, 4 mei 1677 — Parijs, 1 februari 1749), hertogin van Orléans, was het zevende buitenechtelijke kind en jongste dochter van koning Lodewijk XIV van Frankrijk en Madame de Montespan.

## Jeugd
Ze werd geboren in het kasteel van Madame de Maintenon. Op 25 mei 1677 kreeg Françoise Marie de beleefdheidstitel Mademoiselle de Blois, die ook was gegeven aan haar oudere halfzus Marie Anne van Bourbon (dochter van Lodewijk XIV bij diens maîtresse Louise de La Vallière). Ze werd opgevoed door Madame de Colbert en diens dochter Madame de Jussac. In 1681, toen zij vier jaar was, werd Françoise Marie door koning Lodewijk XIV erkend als zijn dochter. Haar moeder werd door zo'n geschenk verrast, vooral omdat zij uit de gratie was gevallen van de koning ten gevolge van de recente Affaire des poisons. Vervolgens deed Lodewijk XIV hetzelfde voor de broer van Françoise Marie, de toekomstige graaf van Toulouse — nochtans, de verhouding van de koning met zijn zoon werd in latere jaren steeds slechter.
Hoewel hij zijn vertrouwen in Madame de Montespan verloren had, ging hij wel verder met het geven van geschenken aan haar, een daarvan was het veiligstellen van een goed huwelijk voor hun laatste dochter, Françoise Marie.

## Huwelijk

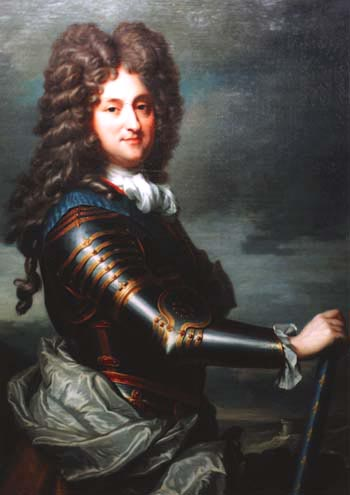
De man van Françoise Marie, Filips van Orléans

Het huwelijk dat de koning voor haar had veiliggesteld was met haar neef, de hertog van Chantres, Filips Karel, erfgenaam van Lodewijks jongere broer en later de hertog van Orléans.
Dit sloeg in als een bom bij de moeder van Filips Karel, Elisabeth Charlotte van de Palts, wiens vooroordeel tegen koninklijke bastaarden bekend was. Toen zij hoorde van de plannen van Filips Karel sloeg zij hem in zijn gezicht. Ondanks dit won het huwelijk de gunst van de koning.
Zij huwden op 9 januari 1692 en kregen acht kinderen:
- Mademoiselle de Valois (17 december 1693 – 17 oktober 1694).
- Marie Louise Elisabeth (20 augustus 1695 – 21 juli 1719), trad in het huwelijk met Karel van Berry.
- Louise Adélaïde (13 augustus 1698 – 10 februari 1743).
- Charlotte Aglaë (20 oktober 1700 – 19 januari 1761), werd de vrouw van Francesco III d'Este, hertog van Modena.
- Lodewijk (4 augustus 1703 – 4 februari 1752), hertog de Orléans, getrouwd met Augusta van Baden-Baden, dochter van Hertog Lodewijk Willem van Baden-Baden
- Louise Elisabeth (11 december 1709 – 16 juni 1742), vrouw van koning Lodewijk I van Spanje.
- Philippine Elisabeth (18 december 1714 – 21 mei 1734).
- Louise Diane (27 juni 1716 – 26 september 1736).

## Latere leven en dood
In 1701 verruilde ze de titel van Hertogin van Chantres voor de titel Hertogin van Orléans door de dood van haar schoonvader. Daardoor verkregen Françoise en Filips een paar beroemde residenties die behoorden tot de bezittingen van de hertogen van Orléans, waaronder het Palais-Royal en het Château de Saint-Cloud.
De libertinisme van haar oudste dochter, nu een weduwe, schandaliseerde het hof. De hertogin van Berry stapelde minnaars op en raakte herhaaldelijk zwanger, hetgeen volgens de geruchten te wijten zou zijn aan haar vader, de Regent, met wie zij een incestueuze verhouding zou hebben gehad. De prinses stierf uiteindelijk in juli 1719  toen zij noch slechts drieëntwintig jaar oud was ten gevolge van een zeer moeizame bevalling waarbij haar de heilige sacramenten werden geweigerd door de priester van de kerk van Saint Sulpice. Uit de autopsie bleek dat zij reeds minder dan een maand na haar gevaarlijke bevalling weer zwanger was geworden. Na het regentschap van haar man, dat eindigde toen hij in 1723 overleed, trok Françoise Marie zich terug in Saint-Cloud, waar zij uiteindelijk stierf op 1 februari 1749. Ze was het enige nog levende kind van Lodewijk XIV en Madame de Montespan; ze overleefde haar man 26 jaar.